# Carrie Dobro
Carrie Dobro (New York, 30 mei 1957) is een Amerikaanse actrice, filmregisseuse en filmproducente.

## Biografie
Dobro heeft gestudeerd in schilderen en tekenen aan de Camberwell College of Arts in Londen Engeland. Zij heeft ook haar Bachelor of Fine Arts gehaald op de Carnegie Mellon University in Pittsburgh. Zij is begonnen als kunstenaar en heeft talloze tentoonstellingen gehouden, maar na een tijd besloot zij toch te gaan acteren in het theater wat altijd haar liefde was. Zij ging in New York acteren leren van onder andere Stella Adler. Hierdoor verdiende zij een beurs om dansen te leren en spendeerde vele jaren als danseres op toneel. 
Dobro begon in 1993 met acteren voor televisie in de televisieserie Silk Stalkings. Hierna heeft zij nog meerdere rollen gespeeld in televisieseries en films zoals Hypernauts (1996), Babylon 5 (1996-1997) en Crusade (1999). 
Dobro is ook actief als filmregisseuse en filmproducente, in 2002 heeft zij de film The Pickets geproduceerd en in 2009 heeft zij de film The Four Questions geregisseerd.
Dobro woont nu in Los Angeles met haar man en heeft samen met hem een televisieproductiemaatschappij.

## Filmografie

### Films
- 2010 A Marine Story als stem
- 1999 Babylon 5: A Call to Arms – als Dureena Nafeel
- 1997 The Emissary: A Biblical Epic – als Eurodia
- 1996 The Assault – als Cindy
- 1994 Illicit Dreams – als Fawn

### Televisieseries
Uitgezonderd eenmalige gastrollen.
- 1999 Crusade – als Dureena Nafeel – 13 afl.
- 1996 Hypernauts – als Kulai – 10 afl.

- International Standard Name Identifier: 0000 0004 0823 1292
- Library of Congress Control Number: no2005110832
- Virtual International Authority File: 300543976